# 廣州周大福金融中心
廣州周大福金融中心（英語：Guangzhou CTF Finance Centre），规划名称为广州东塔（英語：Canton East Tower），是一个位于中國廣東省广州市珠江新城中心商务区中心地段的超高层建筑，由周大福集團投资超过100亿元人民币兴建，总用地面积约2.6万平方米，总投资预计超过100亿元，主楼建筑楼层为地上111层、地下5层，最高建筑高度530米，为华南第二高楼、廣州第一高樓。

## 历史
“广州东塔”地块是广州珠江新城核心商务区出让的最后一块商业用地。2008年9月12日，香港发展商周大福集團以每平方米2,860元人民币的底价，击败竞争对手華人置業集團及越秀集团，投得该地块。除10.5亿元地价款之外，竞得人还需另外支付5亿元作为珠江新城地下空间开发建设费，故成交总价为15.5亿元。
2009年9月28日，“广州东塔”动工兴建。2011年8月6日，地面以下工程完工，正式进入地面施工。2013年12月底，主体结构高度突破400米。2014年10月28日，舉行封頂儀式。2016年8月底，67层以下的商业、办公部分通过竣工验收，并陆续移交给业主使用。2019年8月，67层以上酒店及裙楼酒店部分通过竣工验收。该项目获2020~2021年度中国建设工程鲁班奖（国家优质工程）。

## 建筑特色
周大福金融中心的设计方案由纽约KPF建筑事务所完成，结构设计由奥雅纳工程顾问（Ove Arup & Partners）完成，机电系统设计由柏诚（Parsons Brinckerhoff）完成。外形上呈规则的矩形，并对外立面进行了弧面处理，与广州西塔的圆形正好遥相呼应。整个建筑外观按不同功能定位分为三节，呈节节高升之势，作为主体部分的写字楼高度还低于西塔，从高度、建筑体量、建筑功能上，也能和西塔相协调。在广州的中轴线上，东西双塔和广州塔将一同成为珠江两岸城市级的地标。
周大福金融中心的骨架结构由8根内部浇筑高强C80混凝土的钢管巨柱组成，并在核心筒外墙中间埋入两层网格状钢板，设置4道伸臂桁架加强层，6道环桁架，与内部核心筒形成巨型框架加核心筒结构体系。使用钢材的结构体系在解决了东塔因超高和细长而带来的结构刚度不足的问题和确保东塔达到了能抵抗八度强烈地震的抗震设计标准，东塔结构用钢量约7万吨，建筑、机电、装修总投资达到100亿元人民币以上。在外立面上，东塔将采用玻璃幕墙加石材的复合材料，可有效减少太阳光反射，具有高使用率和绿色环保的特点。
周大福金融中心裝配了由日立生產的高速升降機，並附有其全球首套自家智能分配系統（FIBEE）；而其中两部升降機，更采用由日立研发的“世界最高速”电梯，速度高达1,200米/分（秒速20米或72km/h；而在官方測試時，更可達秒速21米，是世界最快升降機），只需要43秒，就能穿越从大厦1层到95层共440米的距离，刷新了全球超高速电梯提升速度。

## 功能区划

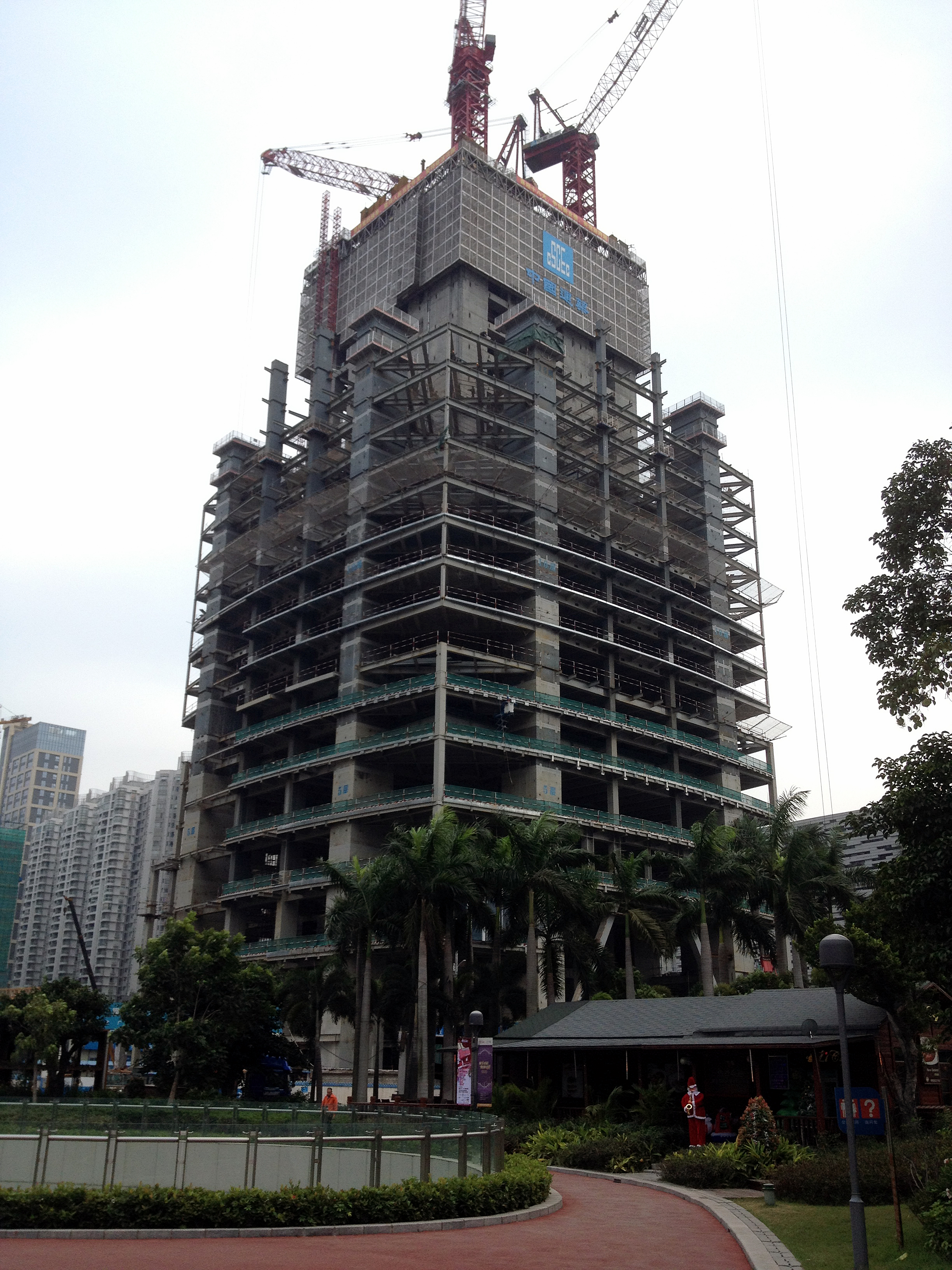
2012年。

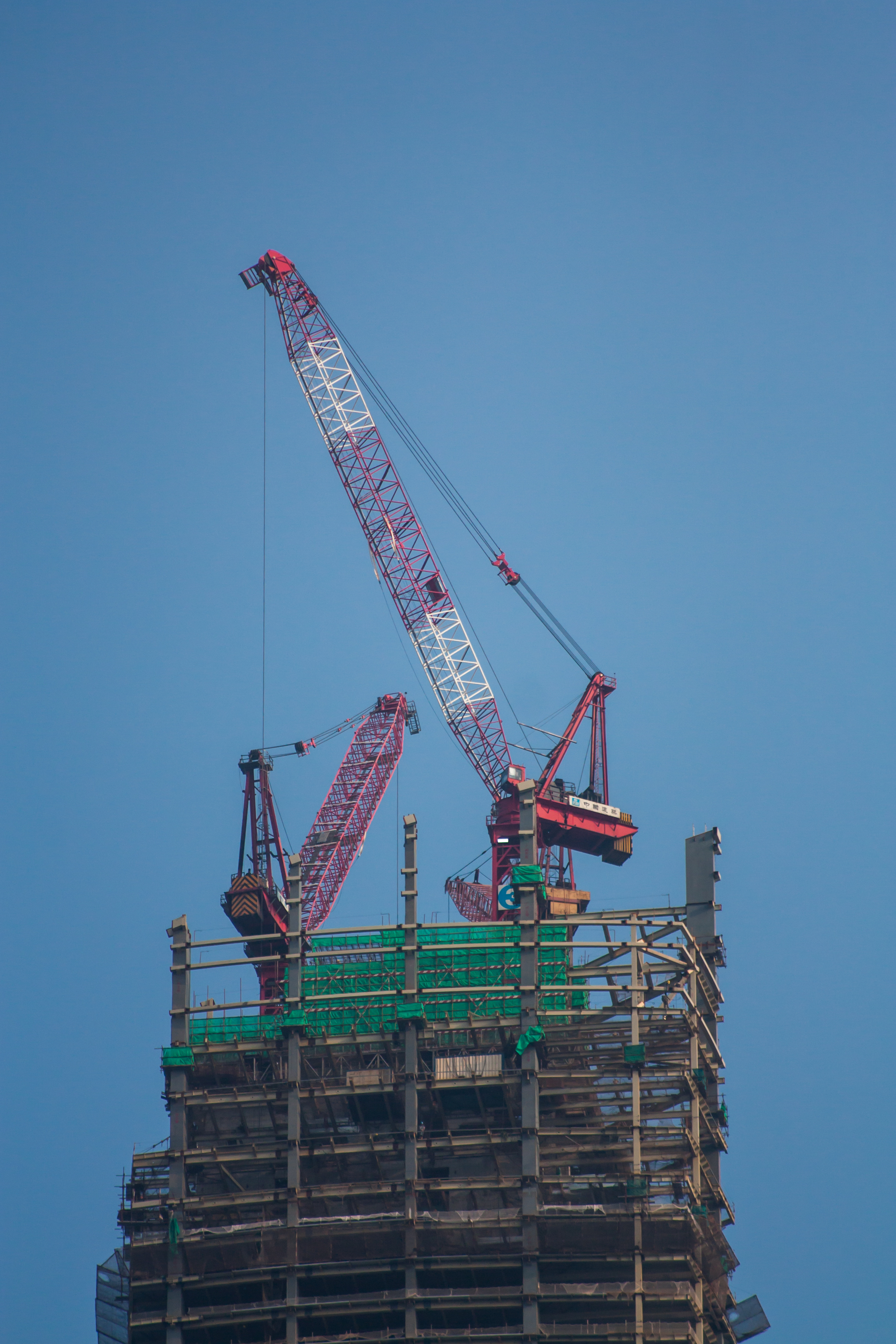
建造中的大廈（顶部细节）。

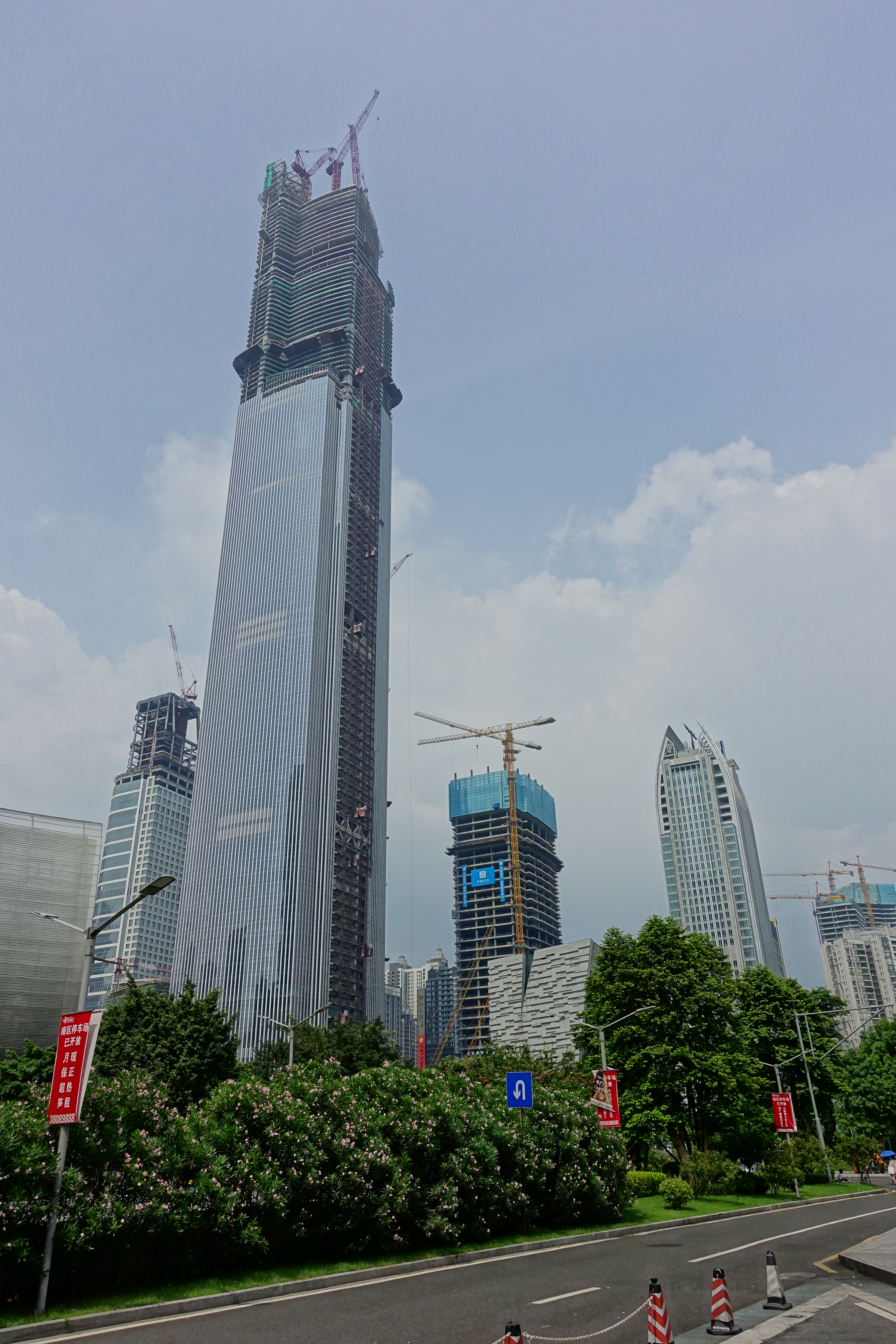
2014年的大樓

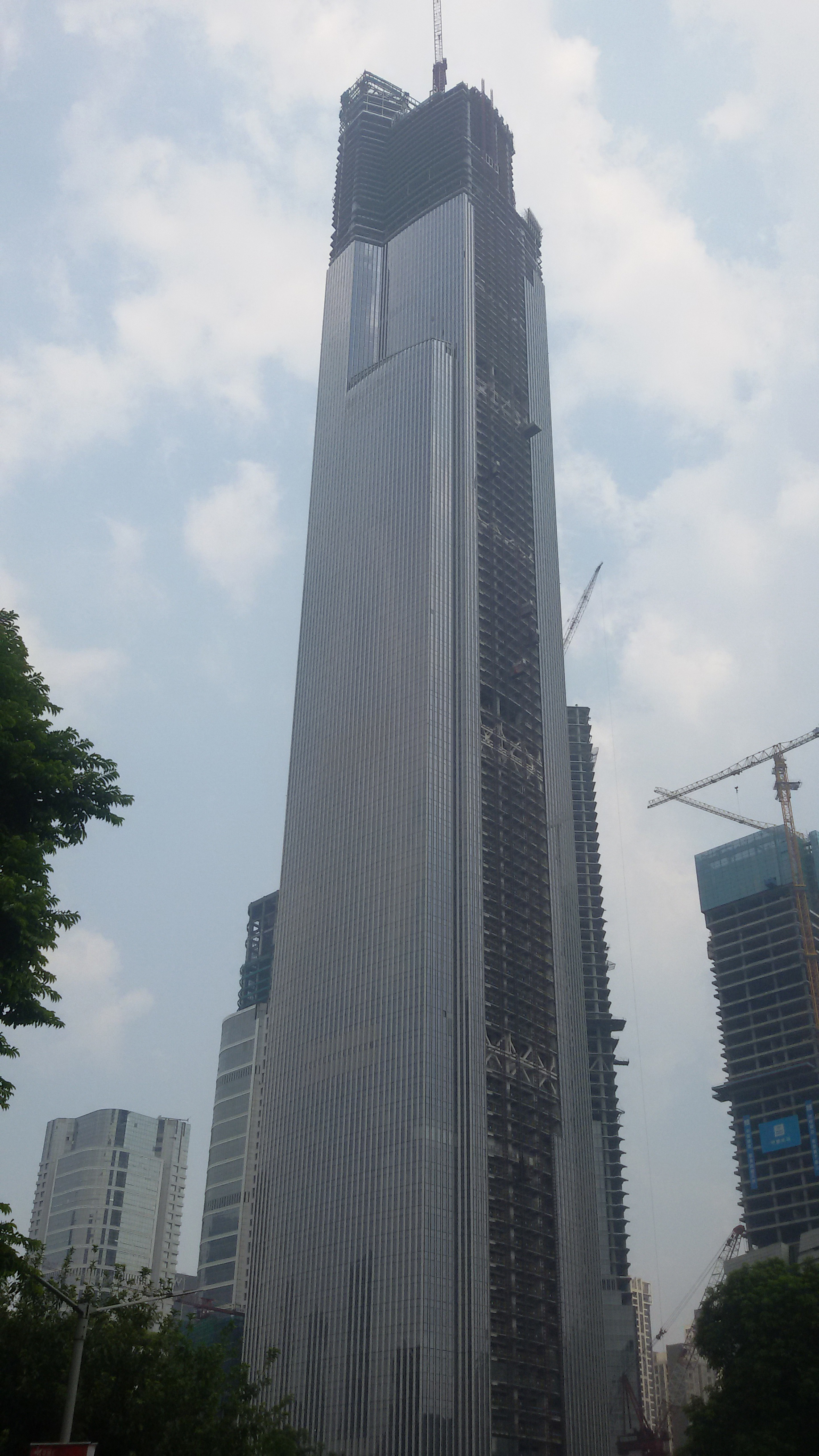
2014年9月的大樓

周大福金融中心包括塔楼、裙楼及地下室三部分。其中地下5层、地上111层，集办公、公寓、酒店和餐厅于一体，1至5层为商场，7至66层为写字楼，68至92层为酒店式公寓，93层以上为酒店，并在6、23、40、56、67、79、92层设置共七层通风式避难层以应对火灾需求。地下五层深约30米，包括零售区、停车场、货物起卸区和机电设备用房。裙楼高58.5米，地上九层，主要包括零售区、会所和餐饮区。
| 樓層 | 設備/承租戶 |
| ---- | --- |
| 111  | 天面層 |
| 110  | 機電層 |
| 109  | 機電層 |
| 108  | 行政酒廊瑞閣（Manor Club）、丽雅阁 |
| 107  | 黑金燚（日本料理、酒吧） |
| 106  | 廣州瑰麗酒店客房 |
| 105  | 廣州瑰麗酒店客房 |
| 104  | 廣州瑰麗酒店客房 |
| 103  | 廣州瑰麗酒店客房 |
| 102  | 廣州瑰麗酒店客房 |
| 101  | 廣州瑰麗酒店客房 |
| 100  | 廣州瑰麗酒店客房 |
| 99   | 廣州瑰麗酒店客房 |
| 98   | 廣州瑰麗酒店客房 |
| 97   | 廣州瑰麗酒店客房 |
| 96   | 廣州瑰麗酒店客房 |
| 95   | 廣州瑰麗酒店空中大堂、户外露台、亭、苑（中式及西式餐廳） |
| 94   | Sense®水療中心（水疗中心、健身中心、室内游泳池） |
| 93   | Sense®水療中心（瑜伽室、休闲室）、員工區、避火區 |
| 92   | 機電層 |
| 91   | 廣州瑰丽府邸（服務式住宅） |
| 90   | 廣州瑰丽府邸（服務式住宅） |
| 89   | 廣州瑰丽府邸（服務式住宅） |
| 88   | 廣州瑰丽府邸（服務式住宅） |
| 87   | 廣州瑰丽府邸（服務式住宅） |
| 86   | 廣州瑰丽府邸（服務式住宅） |
| 85   | 廣州瑰丽府邸（服務式住宅） |
| 84   | 廣州瑰丽府邸（服務式住宅） |
| 83   | 廣州瑰丽府邸（服務式住宅） |
| 82   | 廣州瑰丽府邸（服務式住宅） |
| 81   | 廣州瑰丽府邸（服務式住宅） |
| 80   | 廣州瑰丽府邸（服務式住宅） |
| 79   | 避火區、機電層 |
| 78   | 服務式住宅 |
| 77   | 服務式住宅 |
| 76   | 服務式住宅 |
| 75   | 服務式住宅 |
| 74   | 服務式住宅 |
| 73   | 服務式住宅 |
| 72   | 服務式住宅 |
| 71   | 服務式住宅 |
| 70   | 服務式住宅 |
| 69   | 服務式住宅 |
| 68   | 廣州瑰丽府邸（服務式住宅）大堂、會所 |
| 67   | 避火區、機電層 |
| 66   | 辦公樓層 |
| 65   | 辦公樓層 |
| 64   | 辦公樓層 |
| 63   | 广东宝丽华新能源股份有限公司 |
| 62   | 广东宝丽华新能源股份有限公司 |
| 61   | 辦公樓層 |
| 60   | 辦公樓層 |
| 59   | 辦公樓層 |
| 58   | 辦公樓層 |
| 57   | 广东康联综合门诊部有限公司（5701室自編04-08室）、广州市贝尼文化传媒有限公司（5701室自編09-12室）、广东御林集团有限公司（5701部分及5702-03室）、避火區、機電層 |
| 56   | 辦公樓層 |
| 55   | 辦公樓層 |
| 54   | 辦公樓層 |
| 53   | 中安实盈资产管理有限公司（5303室） |
| 52   | 辦公樓層 |
| 51   | 辦公樓層 |
| 50   | 广州丰皇年资本有限公司（5001室）、安信證券（5002-05室）、广东博信投资控股股份有限公司（5008-12室）                                                            |
| 49   | 广州基岩投资管理有限公司（4902室） |
| 48   | 广州纵贯产业投资基金管理有限公司（4801室自編04-05） |
| 47   | 招商局集團、華融證券（4703-05室） |
| 46   | 广州金艮投资有限公司（4601室自編03-05室）、广东易贝能源有限公司（4601部分及4602室）、廣東金政通投資有限責任公司（4603-05室）                                  |
| 45   | 广州华进联合专利商标代理有限公司 |
| 44   | 辦公樓層 |
| 43   | 新世界中國地產（4301室） |
| 42   | 寫字樓空中大堂 |
| 41   | 寫字樓空中大堂 |
| 40   | 避火區、機電層 |
| 39   | 長城證券（3901-03室）、广州卡曼信息科技有限公司、广州数之价值信息技术有限公司（3907B室）、广州财融巴巴投资咨询股份有限公司（3908室）                          |
| 38   | 台灣德事商務中心（分租辦公空間） |
| 37   | 泰康人壽（3701、04-12室） |
| 36   | 廣東耀輝律師事務所（3601-02室）、广东国奥娱乐发展有限公司（3603室）、广东昇格传媒股份有限公司（3604室）、泰康人壽（3608-09室）                                |
| 35   | 广州国丰源健康投资管理有限公司（3509-12室） |
| 34   | 广州吉银地产开发有限公司（3401-02室）、廣州新東方前途顧問、广东恒益律师事务所（3409-3412室）                                                                  |
| 33   | 廣東易簡投資有限公司、广州慈润营销服务有限公司（3303-06室）                                                                                                   |
| 32   | 广东粤智知识产权运营有限公司 |
| 31   | 辦公樓層 |
| 30   | 廣東三環匯華律師事務所 |
| 29   | 廣東廣信君達律師事務所 |
| 28   | 同方全球人壽保險有限公司（2804-06室） |
| 27   | 辦公樓層 |
| 26   | 廣東華進律師事務所（2604-05室）、世澤律師事務所（2606室） |
| 25   | 金杜律師事務所 |
| 24   | 思科系統（2403-06室）、伊頓貿易（廣州）有限公司（2407-09室）、广州普晖生物科技有限公司（2411室）、深圳市朗润通资本管理有限公司（2412室）                      |
| 23   | 避火區、機電層 |
| 22   | 畢馬威會計師事務所 |
| 21   | 畢馬威會計師事務所 |
| 20   | 仲量聯行（2001-03室）、畢馬威會計師事務所 |
| 19   | 广州华邑品牌数字营销有限公司 |
| 18   | 中意人壽 |
| 17   | 广州复昇投资有限公司（1703-04室）、广东佰悦网络科技有限公司（1705-06室）、广州煜慧懿博商业管理咨询有限责任公司（1708室）、广东瑞迪安律师事务所（1710室）      |
| 16   | 广东信实通投资管理有限公司（1604室）、天弘基金（1605室） |
| 15   | 大成律師事務所（1507-12室） |
| 14   | 大成律師事務所 |
| 13   | 乐欣母婴用品有限公司（1301-06室）、广州顶引产业投资有限公司（1311-12室）                                                                                      |
| 12   | Adidas（1201-03室） |
| 11   | 恩慈律師事務所（1106室）、爱康森德（深圳）空气技术有限公司（1108-09室）、广州璀璨信息科技有限公司（1110-13室）                                                |
| 10   | 辦公樓層 |
| 9    | 德事商務中心（服務式辦公室丶分租辦公空間） |
| 8    | K11 Club私人高級行政會所（餐廳、健身中心、大型會議中心）、中國銀行分行                                                                                        |
| 7    | K11 Club私人高級行政會所（餐廳、健身中心、大型會議中心）、來往K11購物中心與寫字樓大堂之通道                                                                   |
| 6    | 赤醉（酒吧）、避火區 |
| 5    | 广御轩（中餐廳） |
| 4    | 丽府（The Pavilion） |
| 3    | 大宴會廳、画阁 |
| 2    | 寫字樓大堂、來往K11購物中心與寫字樓大堂之通道 |
| 1    | 寫字樓大堂、瑰麗酒店大堂、墨缘（小食店、咖啡馆）、服務式酒店大堂                                                                                              |
| B1   | K11購物中心、餐廳、寫字樓大堂、來往地鐵與K11購物中心之通道 |
| B2   | K11購物中心、餐廳、超級市場、員工餐廳、來往地鐵與K11購物中心之通道                                                                                            |
| B3   | 停車場、機電層、貨物起卸區、服務式酒店大堂 |
| B4   | 停車場 |
| B5   | 停車場 |

## 商場
廣州K11商场位於周大福金融中心的負二層到地面8層，共10層，總面積約7萬平方米，是一個以藝術、人文、自然為主題的購物廣場。商場於2018年3月31日開業。
商場由中高端品牌服飾、高端美妆品牌、時尚運動、設計師品牌及高端餐飲等組成。

### 艺术展览
K11商场除了与各层放有一些艺术装置外，亦于三楼艺术廊桥和四楼艺术空间有场地负责艺术展览。该场地会定期展示典藏的本土或外国艺术家的杰作，亦会举办不同的艺术展览、演出及工作坊，透过多种类型的多维空间，让大众消闲或购物的同时，可欣赏到不同的艺术作品及表演，成为一个热门打卡点。

## 酒店
位於建築物頂端的六星級广州瑰麗酒店已於2019年9月10日開業。酒店拥有 251 间客房及套房，并配备 7 间餐厅及酒吧及多样康乐设施Asaya Active，包含水疗护理、健身中心和游泳池，以及配备灵活多变的会议和活动空间。

## 公寓
瑰丽酒店在68-92层亦拥有 355 套奢华公寓式府邸，为长住宾客提供便利。

## 入駐租戶
下面为廣州K11 Atelier入駐租戶列表
- 广东宝丽华新能源股份有限公司（62-63樓）
- 广东御林集团有限公司（5701部分及5702-03室）
- 广州市贝尼文化传媒有限公司（5701室自編09-12室）
- 广东康联综合门诊部有限公司（5701室自編04-08室）
- 中安实盈资产管理有限公司（5303室）
- 广东博信投资控股股份有限公司（5008-12室）
- 安信證券（5002-05室）
- 广州丰皇年资本有限公司（5001室）
- 广州基岩投资管理有限公司（4902室）
- 華融證券（4703-05室）
- 招商局集團（47樓部分）
- 廣東金政通投資有限責任公司（4603-05室）
- 广州金艮投资有限公司（4601室自編03-05室）
- 广东易贝能源有限公司（4601部分及4602室）
- 广州华进联合专利商标代理有限公司（45樓）
- 新世界中國地產（業主）（4301室）
- 广州财融巴巴投资咨询股份有限公司（3908室）
- 广州数之价值信息技术有限公司（3907B室）
- 長城證券（3901-03室）
- 广州卡曼信息科技有限公司（39樓部分）
- 泰康人壽（3701、04-12室）
- 广东昇格传媒股份有限公司（3604室）
- 广东国奥娱乐发展有限公司（3603室）
- 廣東耀輝律師事務所（3601-02室）
- 广州国丰源健康投资管理有限公司（3509-12室）
- 广东恒益律师事务所（3409-3412室）
- 廣州新東方前途顧問（34樓部分）
- 广州吉银地产开发有限公司（3401-02室）
- 广州慈润营销服务有限公司（3303-06室）
- 廣東易簡投資有限公司（33樓部分）
- 广东粤智知识产权运营有限公司（32樓）
- 廣東三環匯華律師事務所（30樓）
- 廣東廣信君達律師事務所（29樓）
- 同方全球人壽保險有限公司（2804-06室）
- 世澤律師事務所（英语：Broad & Bright）（2606室）
- 廣東華進律師事務所（2604-05室）
- 金杜律師事務所（25樓）
- 深圳市朗润通资本管理有限公司（2412室）
- 广州普晖生物科技有限公司（2411室）
- 思科系統（2403-06室）
- 伊頓貿易（廣州）有限公司（2407-09室）
- 仲量聯行（2001-03室）
- 畢馬威會計師事務所（20部分、21-22樓）
- 广州华邑品牌数字营销有限公司（19樓）
- 中意人壽保險（18樓）
- 广东瑞迪安律师事务所（1710室）
- 广州煜慧懿博商业管理咨询有限责任公司（1708室）
- 广东佰悦网络科技有限公司（1705-06室）
- 广州复昇投资有限公司（1703-04室）
- 天弘基金（1605室）
- 广东信实通投资管理有限公司（1604室）
- 大成律師事務所（英语：Dentons）（14樓及1507-12室）
- 广州顶引产业投资有限公司（1311-12室）
- 乐欣母婴用品有限公司（1301-06室）
- Adidas（1201-03室）
- 广州璀璨信息科技有限公司（1110-13室）
- 爱康森德（深圳）空气技术有限公司（1108-09室）
- 恩慈律師事務所（1106室）
- 德事商務中心（分租辦公空間）（9樓、38樓）
- 中國銀行-廣州周大福金融中心分行（801室）

## 電梯配置
廣州周大福金融中心電梯配置列表（一律採用日立電梯，只列出主樓部份）
- O1-1~O1-6（6部來往7/F-22/F之辦公電梯，雙層）：1/2、7-22
- O2-1~O2-6（6部來往24/F-39/F之辦公電梯，雙層）：1/2、7/8、24-39
- O3-1~O3-6（6部來往43/F-55/F之辦公電梯，雙層）：41/42、43-55
- O4-1~O4-4（4部來往57/F-66/F之辦公電梯，雙層）：41/42、57-66
- OS-1~OS-6（6部來往空中大堂之穿梭電梯）：1/2、7/8、41/42
- OP-1、OP-2（2部辦公專用之停車場電梯）：B5-2
- OP-3、OP-4（2部辦公專用之停車場電梯）：B5、B4、B1-2
- OF-1（1部辦公專用之服務電梯）： B3-2、7-67
- OF-2（1部辦公專用之服務電梯）： B3-2、7-66
- AS-1~AS-4（4部來往服務式酒店之穿梭電梯）：B4、1、68
- AL-1、AL-2（2部來往服務式酒店及酒店之穿梭電梯）：68、93-95
- A-1~A-11（11部來往服務式酒店之私人電梯）：68、70-78、80-90
- SE-1（1部消防及服務電梯）：B3-23、23M、24-40、40M、41-67、67M、68-109
- SF-1（1部來往服務式酒店之服務電梯）：68、70-91
- HL-1~HL-4（4部來往酒店客房之電梯）：89-91、93-107
- HS-1~HS-4（4部來往酒店大堂及配套設施之穿梭電梯）：1、3、4、95。这是全世界最快的电梯。
- P-1~P-3（3部來往酒店餐廳之電梯）：95、107-108
- P-4（1部來往酒店餐廳之電梯）：4-6
- P-5（1部來往酒店餐廳之電梯）：107、108
- HP-1~HP-3（3部來往酒店大堂及配套設施之停車場電梯）：B5、B4、1、3-6
- HP-4~HP-6（3部來往酒店大堂及配套設施之電梯）：1、3-5
- HF-1、HF-2（2部來往酒店大堂及配套設施之服務電梯）：B3-1、3-6
- HF-3（1部酒店專用之服務電梯）：89-108
- HE-1（1部載貨之服務電梯）：B3-23、23M、24-40、40M、41-67、67M、68-109
- HE-2（1部消防及服務電梯）：B3-23、23M、24-40、40M、41-67、67M、68-109
- RF-11（1部停車場專用之服務電梯）：B5-B3

## 争议
业界认为，广州东塔和深圳平安金融大厦的兴建，显示两地在超高层摩天大楼的建设上相互追赶。按写字楼的租金回报来看，深圳可承担3.2万元/平方米的造价，广州只能承担2万元/平方米的造价。而高度是由造价决定的。东塔是以商业为目的公共写字楼，追求的是租金。但由于广州新写字楼项目不断出现，新增供应量快速，写字楼租金处于有价无市的状态，空置率高企。从区域樓价来看，该区的价格处于高位，一定程度上透支了珠江新城本身的价值上升空间。尤其是珠江新城写字楼太过集中开发和上市销售，导致市场供应量超过了市场消化量。